# Askov Efterskole
|  | Sammenskrivningsforslag Artiklen Askov Efterskole er foreslået føjet ind i Askov Højskole. (Siden april 2022) Diskutér forslaget |

Askov Efterskole er en dansk efterskole, der ligger i landsbyen Askov ca. 3 km vest for stationsbyen Vejen i det sydlige Jylland mellem Kolding og Esbjerg. Efterskolen tilbyder 9. og 10. klasses undervisning og har (pr. 2024) ca. 120 elever. Skolen markedsfører sig som en kreativ efterskole med syv linjefag: Game Design, musik, teater, animation, musical, kunst & design og forfatter.

## Organisation
Organisatorisk indgår efterskolen sammen med Askov Højskole i den samlede selvejende institution Askov Højskole og Efterskole. Institutionen har fælles økonomi og bestyrelse, men de to skoler har hver sin ledelse og selvstændige lærerkollegier. Siden 2018 har efterskolen været ledet af forstanderparret Thomas Tarp (forstander) og hans kone Katrine Munk (viceforstander). Begge var oprindelig med til at starte efterskolen i 2001.

## Historie
Efterskolen blev oprettet i 2001 af personer bag den traditionsrige Askov Højskole. Højskolen havde haft faldende elevtal og havde derfor blandt andet en stor uudnyttet bygningsmasse i form af tidligere elevboliger og undervisningslokaler. Efterskolen kunne udnytte nogle af disse lokaler. Således blev der oprettet elevboliger til efteskoleelever i de tidligere højskolebygninger Vestgården, Sydgården og Blågården. Det første år havde efterskolen 35 elever. I senere år voksede elevtallet til ca. 120 i 2024.